# La lingua
La lingua è un film erotico del 1986 scritto e diretto da Marco Toniato, realizzato con il contributo del Ministero del Turismo e dello Spettacolo.

## Trama
A causa della propria incapacità d’esprimersi, un uomo perde gradualmente la libertà, il diritto di partecipazione alla vita sociale, la speranza di vedere realizzato il socialismo, la propria donna e infine la vita, tutto a vantaggio dell’amico più caro che, al contrario, sa usare la lingua molto bene.